# 靚佬搵靴著
《靚佬搵靴著》（英語：Kinky Boots）是一部2005年的英美喜劇電影，由祖利安·查勞執導，祖爾·艾哲頓及切華度·艾席霍等主演。電影改編自真人真事，描述一間老字號男裝鞋廠在經濟不景下，改為幫異裝皇后特製鞋子，最後成功過渡難關的故事。
切華度·艾席霍憑在此片中的演出獲提名第64屆金球獎的最佳電影男配角。

## 演員
- 祖爾·艾哲頓 飾演 查理（Charlie）
  - Sebastian Hurst-Palmer 飾演 年輕的查理
- 切華度·艾席霍 飾演 勞拉（Lola）
  - Courtney Philip 飾演 年輕的勞拉
- 莎拉-簡·波茨（英语：Sarah-Jane Potts） 飾演 Lauren
- 潔米瑪·盧珀（英语：Jemima Rooper） 飾演 Nicola
- 尼克·佛洛斯特 飾演 Don
- 琳達·巴塞特（英语：Linda Bassett） 飾演 Melanie
- 羅伯特·普格（英语：Robert Pugh） 飾演 Harold Price
- 伊雲·霍伯（英语：Ewan Hooper） 飾演 George
- 斯蒂芬·馬庫斯（英语：Stephen Marcus） 飾演 Big Mike
- 莫娜·哈蒙德（英语：Mona Hammond） 飾演 Pat
- 凱莉·布萊特（英语：Kellie Bright） 飾演 Jeannie
- 喬安娜·史坎倫（英语：Joanna Scanlan） 飾演 Trish
- 傑弗里·斯特里特費爾德（英语：Geoffrey Streatfeild） 飾演 Richard Bailey
- 萊奧·比爾（英语：Leo Bill） 飾演 Harry Sampson

## 反應

### 票房
到2006年為止，國際票房為$9,941,428美元。

## 改編
電影也被改編成同名音樂劇，辛蒂·羅波寫音樂及歌詞，哈維·菲爾斯坦寫劇本。此劇於2013年4月在百老匯首演，在同年的東尼獎贏得6個獎項。

## 參注
1. 1 2 3  Box Office Mojo上《靚佬搵靴著》的資料（英文）
2. . web.archive.org. 2009-12-13  [2025-03-28].

## 另見
- 異裝
- 戀物
- 戀靴

## 外部連結
- 官方网站
- DVD官方網站
- 互联网电影数据库（IMDb）上《靚佬搵靴著》的资料（英文）
- Divine官方網站 （页面存档备份，存于），鞋廠在現實生活中的藍本（有裸露畫面）
- 電影與現實的不同 （页面存档备份，存于）